# Colin-maillard (nouvelle)
Pour les articles homonymes, voir Colin-maillard (homonymie).
Colin-maillard (Blindman's Buff) est une nouvelle policière d'Agatha Christie mettant en scène les personnages de Tommy et Tuppence Beresford.
Initialement publiée le 26 novembre 1924 dans la revue The Sketch au Royaume-Uni, cette nouvelle a été reprise en recueil en 1929 dans Partners in Crime au Royaume-Uni et aux États-Unis. Elle a été publiée pour la première fois en France dans le recueil Le crime est notre affaire en 1972.
Dans le recueil Le crime est notre affaire, Agatha Christie imite le style des enquêteurs créés par les auteurs de policiers en vogue à cette époque. Dans cette nouvelle, elle parodie le détective aveugle Thornley Colton créé par Clinton H. Stagg (en),.

## Résumé
Tommy décide cette fois de se faire passer pour un détective qui a des problèmes de vue. Au restaurant, deux personnes le consultent pour qu'il retrouve une disparue.

## Publications
Avant la publication dans un recueil, la nouvelle avait fait l'objet de publications dans des revues :
- le 26 novembre 1924, sous le titre « Blind Man's Buff », au Royaume-Uni, dans le no 1661 (vol. 128) de la revue The Sketch[3],[4].

La nouvelle a ensuite fait partie de nombreux recueils :
- en 1929, au Royaume-Uni, dans Partners in Crime[3] (avec 14 autres nouvelles) ;
- en 1929, aux États-Unis, dans Partners in Crime[3] (avec 14 autres nouvelles) ;
- en 1972, en France, dans Le crime est notre affaire (adaptation des recueils de 1929).